# Терешичі
Тере́шичі (рос. Терешичи) — присілок у складі Орічівського району Кіровської області, Росія. Входить до складу Мирнинського міського поселення.
Населення становить 6 осіб (2010, 7 у 2002).
Національний склад станом на 2002 рік — росіяни 100 %.